# Кошляк Радовичівський (заказник)
Кошля́к Радо́вичівський — лісовий заказник місцевого значення в Україні. Розташований у межах Ковельського району Волинської області, на північний захід від села Радовичі. 
Площа 689 га. Статус надано згідно з розпорядженням Волинської обласної державної адміністрації № 132 від 26.05.1992 року. Перебуває у віданні філії «Володимир-Волинське лісомисливське господарство», Радовичівське л-во, кв. 3-4, кв. 5, вид. 2-25, кв. 8-9, кв. 13, вид. 1-30, 34-37. 
Статус надано з метою збереження частини сосново-березового лісового масиву як місця мешкання та розмноження диких звірів і птахів. У заказнику зростає 350 видів рослин, зокрема лілія лісова, занесена до Червоної книги України. 
Водяться свиня дика, сарна європейська, куниця лісова, вивірка звичайна, заєць сірий, а також види, занесені до Червоної книги України - лелека чорний, журавель сірий та борсук. 

## Галерея

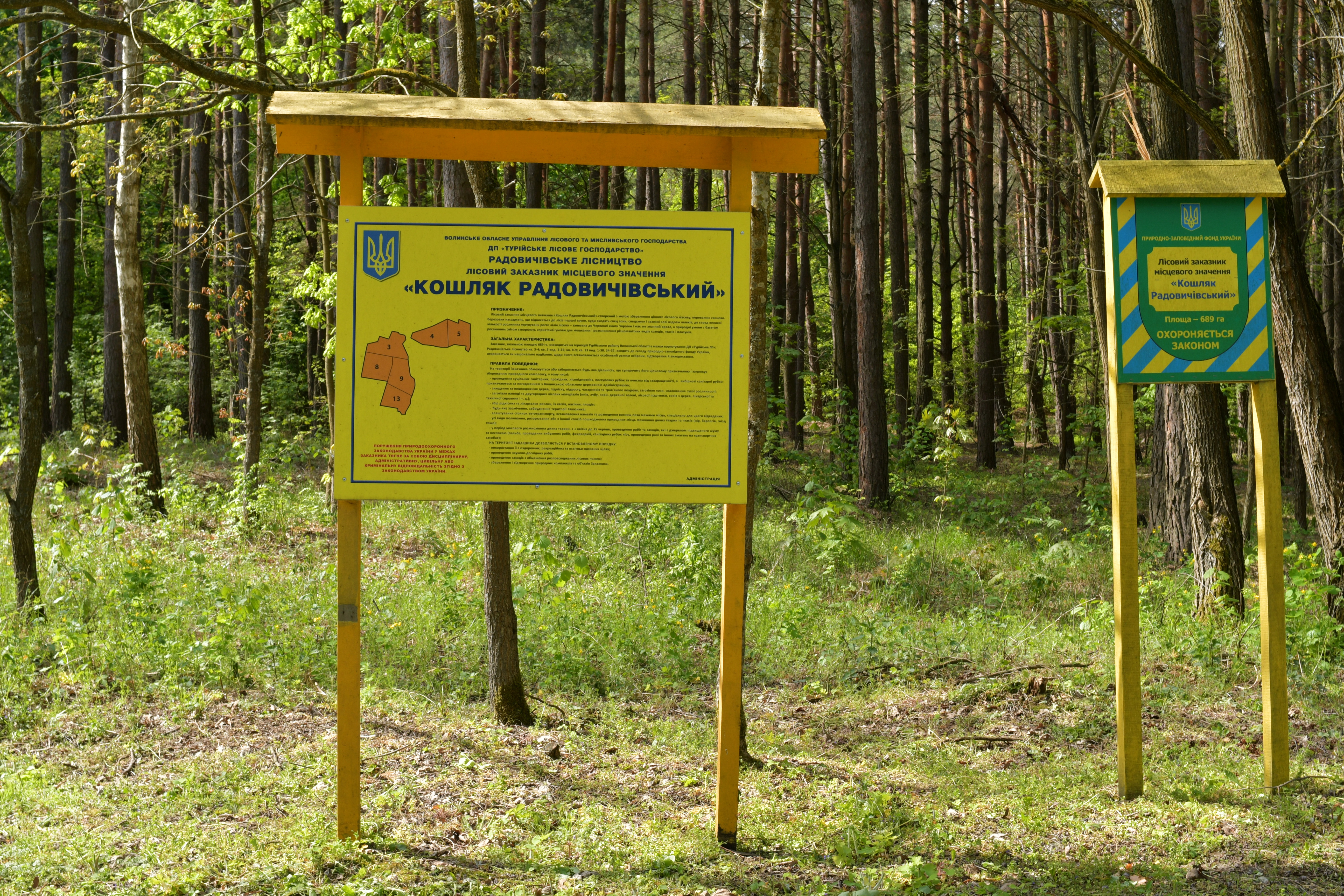
Охоронні знаки
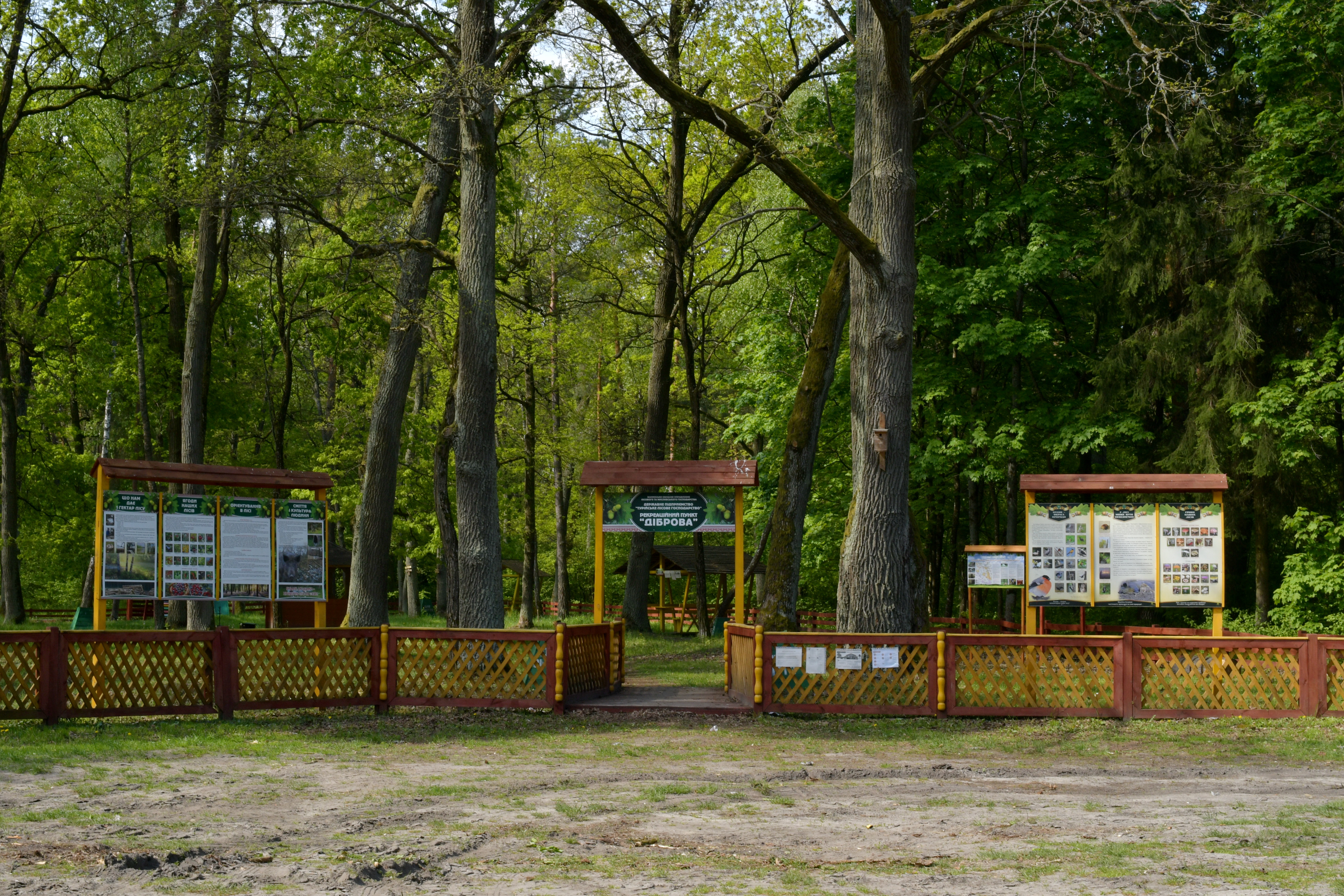
Рекреаційний пункт «Діброва»
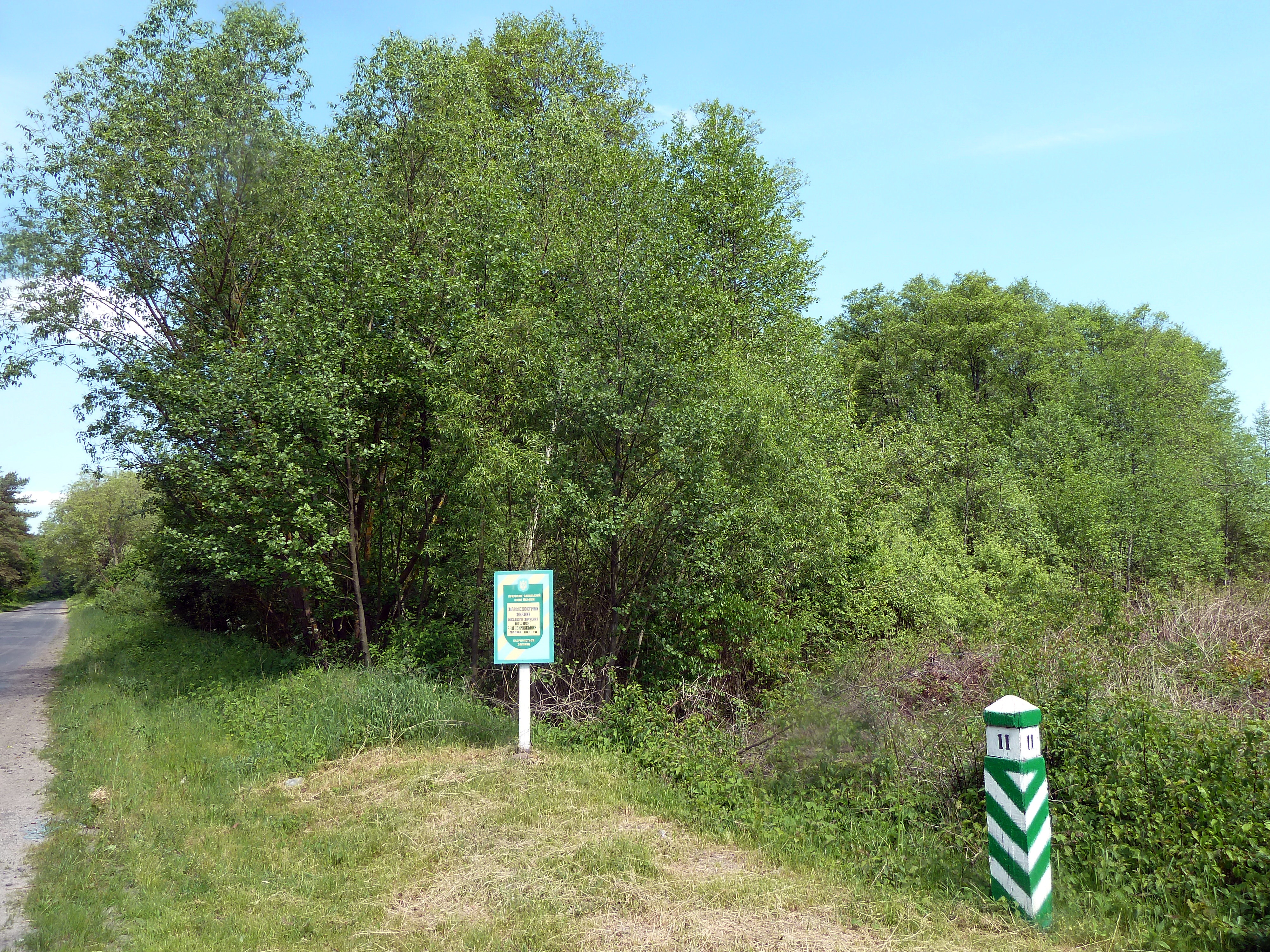
Вигляд біля автодороги
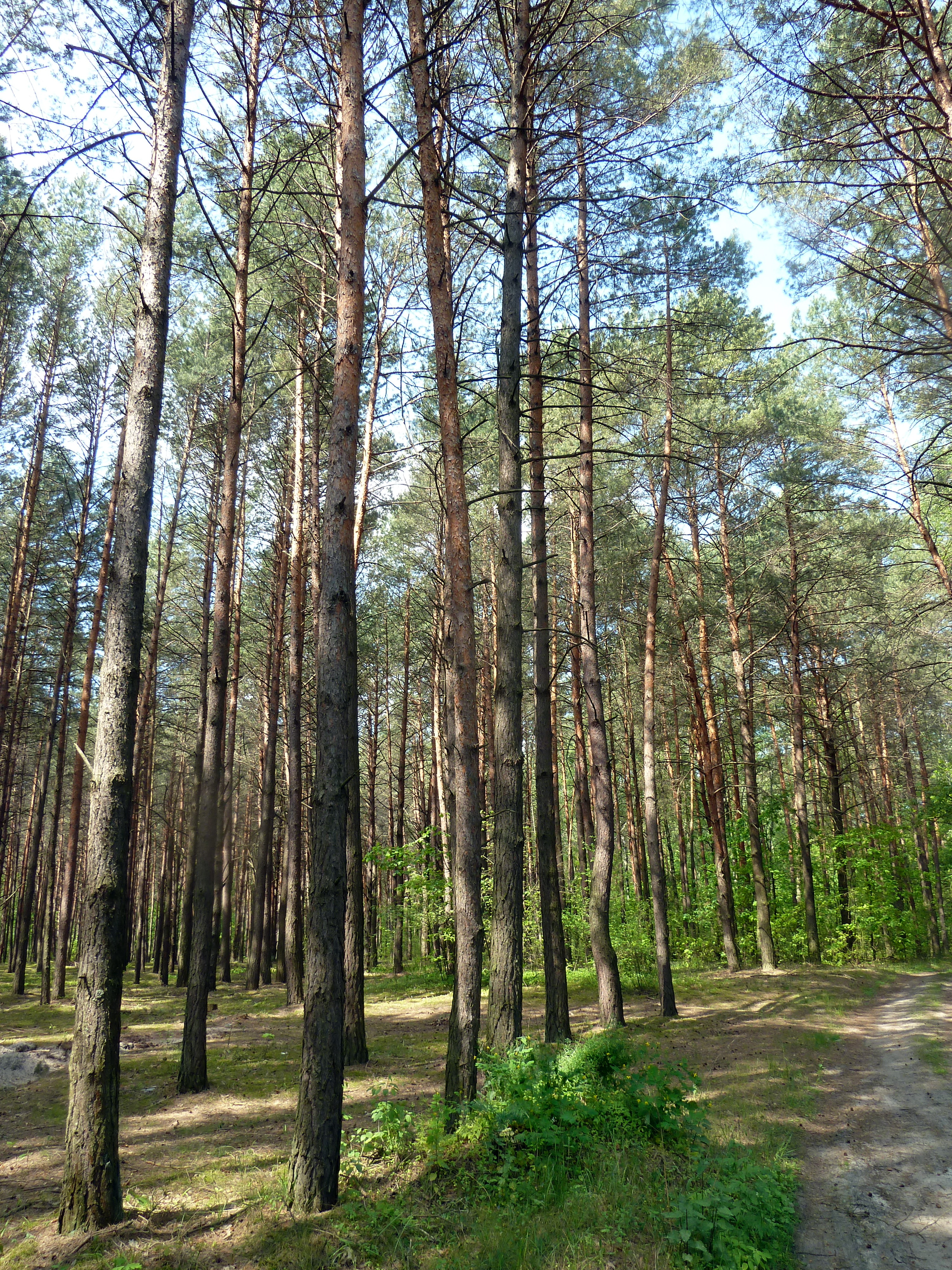
Соснові дерева
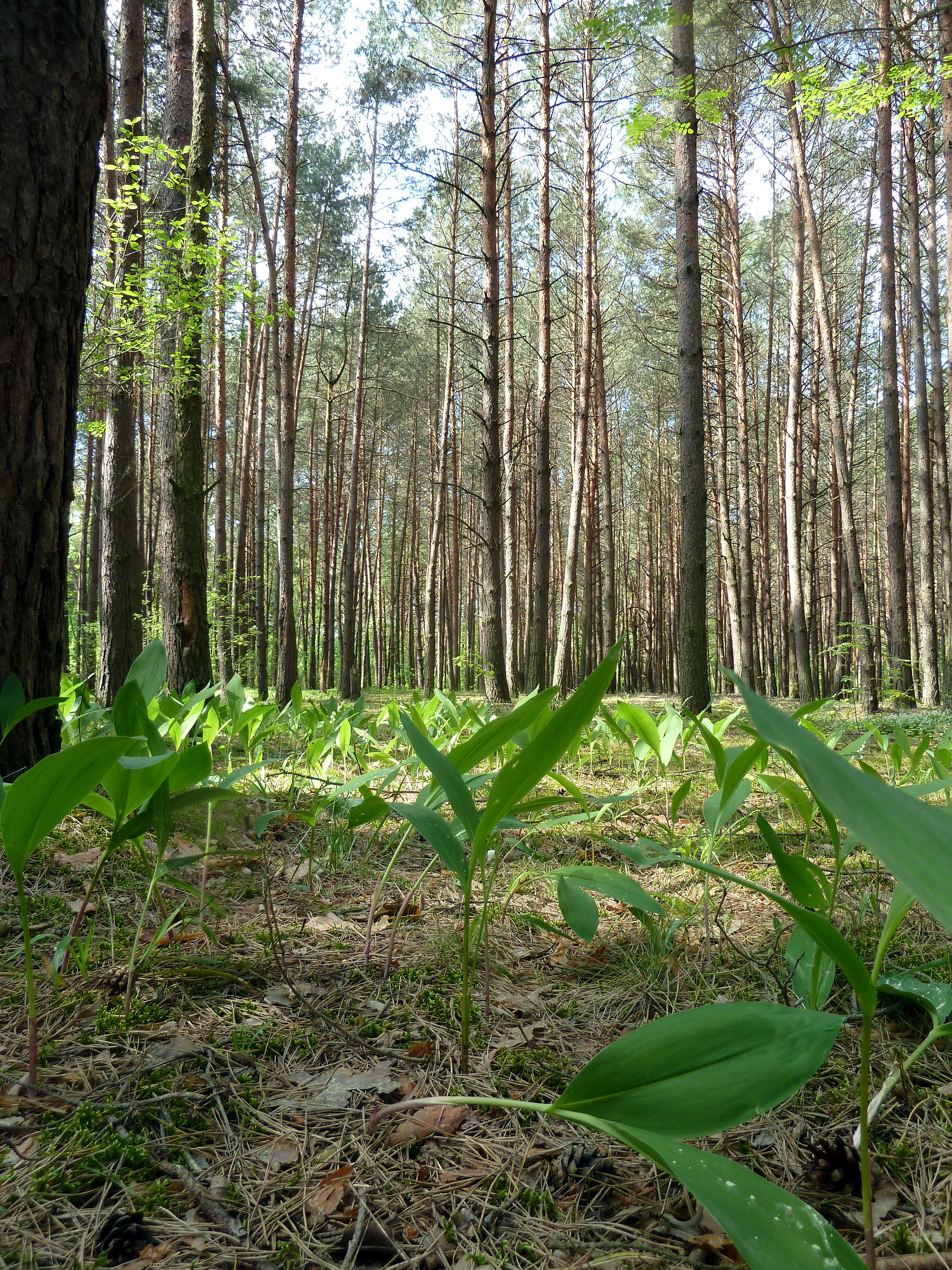
Конвалія звичайна